# إليزابيث إرم
إليزابيث إرم (ولدت في 1 فبراير 1993) عارضة أزياء استونية تم اكتشافها في سن 17 عامًا، عندما اقترب منها وكيل عارضات أزياء وقررت تجربتها. ثم أُرسلت إلى ميلانو في صيف الأول وإسطنبول في صيف الثاني. في يناير 2013، طلبت منها وكالة فيلهيلمينا موديلز مقابلتها ووقعت عقدًا مع هذه الوكالة وبدأت في السير في عروض الأزياء خلال أسبوع الموضة في نيويورك، وكان أول عرض لها هو عرض لاكوست، الذي افتتحته. بعد سبعة عروض أزياء، قررت وكالتها الجديدة إرسالها إلى أوروبا لأسابيع الموضة في باريس وميلانو ولندن حيث سارت في العديد من عروض الأزياء بما في ذلك بالنسياغا، بالمان، شانيل، ديور، جورجيو أرماني، ميو ميو.
في عام 2014 ظهرت في عروض العلامات التجارية غوتشي، وفيرا وانغ وكلوي. وفي عام 2015، أعلنت عن فيليبا كيه بالإضافة إلى كارولينا هيريرا مع جوزفين لو توتور. ظهرت على غلاف مجلة هاربر بازار البرازيلية.

## روابط خارجية
- إليزابيث إرم على موقع دليل عارضات الأزياء (الإنجليزية)
- إليزابيث إرم في موديلز.كوم